# Willy von Möllendorff
Willy Ernst August Paul von Möllendorff, auch Willi von Möllendorff (* 28. Februar 1872 in Berlin; † 27. April 1934 in Stettin) war ein deutscher Kapellmeister, Klavierspieler und Komponist. Er wurde vor allem durch seine Arbeiten auf dem Gebiet der Vierteltonmusik bekannt.

## Leben und Wirken
Von Möllendorff war ein Sohn des Landwirts Hugo Wichard von Möllendorff und seiner Ehefrau, der Schauspielerin Mathilde (geborene Buchwald). Er war von 1891 bis 1893 ein Schüler von Reinhold Succo und der Königlichen Hochschule für Musik. Danach war er zunächst Kapellmeister und Pianist am Theater tätig. 1909 war er Direktor des Stadttheaters Mittweida. Diese Tätigkeiten musste er wegen beginnender Schwerhörigkeit nach einiger Zeit aufgeben und lebte danach als Komponist in Gießen und Stettin.
Am 20. Januar 1917 führte er im Wiener Tonkünstlerverein und später auch in Berlin ein Bichromatisches Harmonium öffentlich vor, zu dem er eine neue Tastatur erfunden hatte. Bei diesem war jeder Halbtonschritt der üblichen Stimmung nochmals unterteilt, so dass ein Tonvorrat von 24 Stufen pro Oktave zur Verfügung stand. Die von ihm dafür entwickelte Tastatur hatte dementsprechend zwischen den gewöhnlichen weißen und schwarzen Tasten noch zusätzliche braune Tasten für die neuen Töne. Er führte auch eine einfache Notation für die Vierteltonmusik ein.

## Werke (Auswahl)

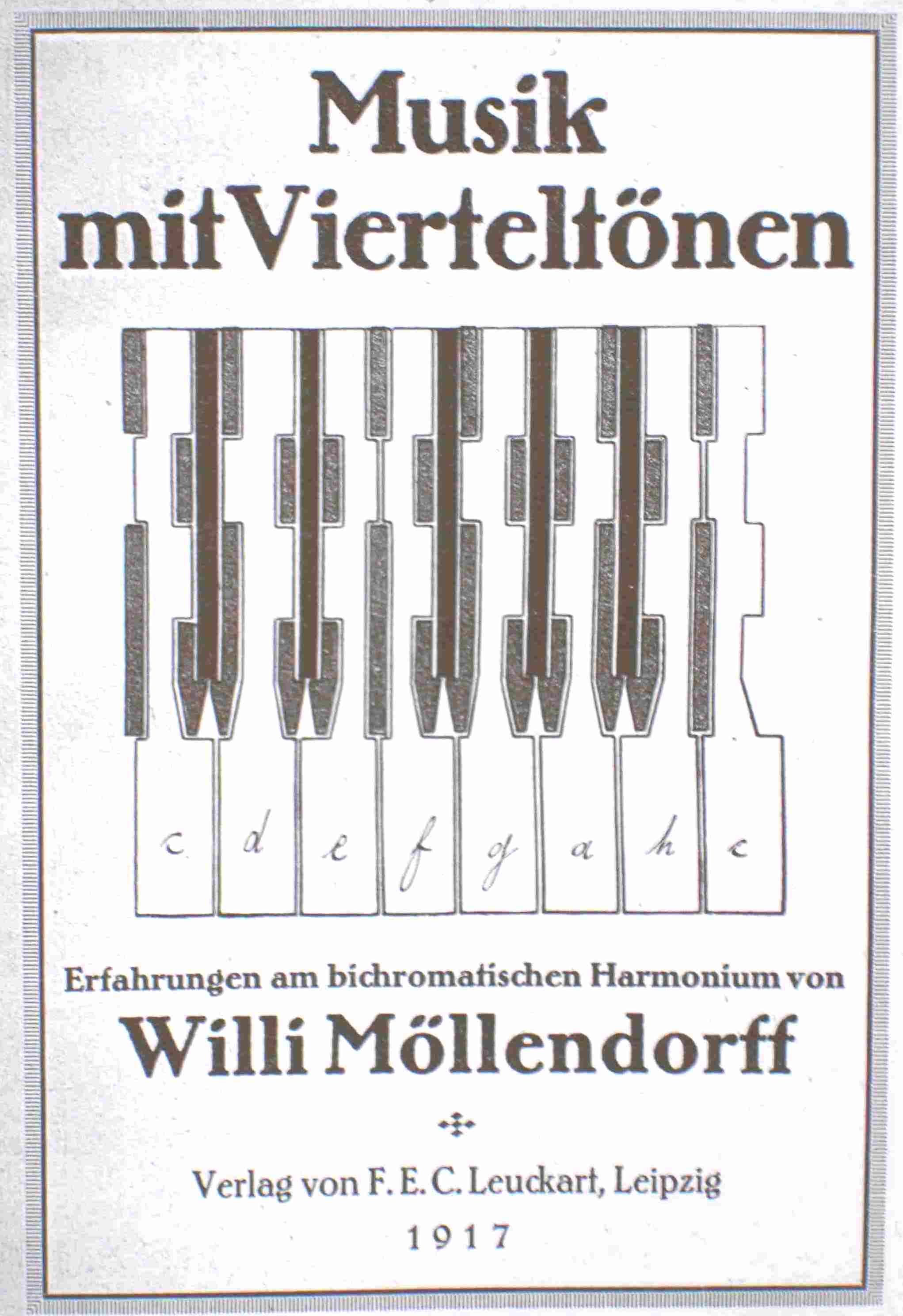
Titelblatt des Buches mit Zeichnung der Tastatur

Unter Möllendorffs Werken sind mehrere Opern, Männerchöre, Lieder und ein „Großes vaterländisches Tongemälde“ 100 Jahre Schwert und Leier (1900).
- Musik mit Vierteltönen. Erfahrungen am bichromatischen Harmonium von Willi Möllendorff. F. E. C. Leuckart, Leipzig 1917
- 5 kleine Stücke für das bichromatische (Viertelton-)Harmonium. F. E. C. Leuckart, Leipzig
- 3 Gesänge aus Arno Holz’ Phantasus für Gesang mit Orchester oder mit bichromatischem Harmonium (Ms.)
- Adagio religioso für Violoncell und Viertelton-Harmonium.
- Liederzyklus für Bariton Hans Habenichts.

Opern
- Die Kapelle von Roslin. (Magdeburg 1897)
- Das Opfer.
- Renata.

Sinfonische Dichtungen
- Hexensabbath.
- Die versunkene Glocke.

Ballett
- Am Brunnen des heiligen Nepomuk (Rostock 1920).